# Dances with Dragon
Pour plus de détails, voir Fiche technique et Distribution.
Dances with Dragon (與龍共舞, Yu long gong wu) est une comédie romantique hongkongaise écrite et réalisée par Wong Jing et sortie en 1991 à Hong Kong.
Elle totalise 20 498 920 HK$ de recettes au box-office.

## Synopsis
Lung Ka-chun (Andy Lau) est un magnat des affaires contraint au mariage par sa mère. Au moment où il est en vacances sur son yacht, sa jeune cousine Diana Kung (Yvonne Yung) le pousse dans la mer car elle croit qu'il s'agit d'un immigrant clandestin chinois pourchassé par l'officier de police Oncle Prawn de l'île de Lantau. Tandis que Lung se sauve, il monte sur un toit et tombe, et rencontre Moon (Sharla Cheung), qui prend un bain à ce moment-là. La mère de celle-ci, Tante Onze, confond également Lung avec l'immigrant clandestin et le prend sous son aile pour qu'il travaille comme homme à tout faire bon marché.
En l'absence de Lung, Martin Kung, l'aîné de ses cousins, profite de cet avantage pour coopérer avec une entreprise concurrente afin de développer des terrains. À ce moment-là, Lung commence à escroquer les touristes qui escroquent Tante Onze, mais ils ne s'attendent pas à ce qu'ils soient en réalité des membres de la triade, ce qui fait que Tante Onze est menacée. Moon confond Lung avec le membre d'une organisation criminelle chinoise et lui demande de l'aider à négocier. Pour que Lung puisse gagner la confiance de son oncle Prawn, il appelle son assistant, Oncle Fly (Ng Man-tat), pour qu'il chante un opéra cantonais et faire comprendre à Oncle Prawn. Celui-ci dirige son équipe de policiers en opération d'infiltration et ses hommes se font passer pour un groupe de criminels venus de Chine pour menacer et torturer les triades. Sous la torture, des hommes de la triade révèlent que le cerveau derrière tout cela est Lung Ka-chun car l'identité de Lung a été usurpé par quelqu'un.
Tante Onze et Moon décident d'aller à l'entreprise de Lung pour le trouver. Pendant que celui-ci les suit, il découvre le complot de son cousin, puis retourne à son hôtel et envisage d'organiser un bal de charité où il exposera au grand jour la conspiration de son cousin, tout en souhaitant que Moon danse avec le dragon qui est en lui.

## Fiche technique
- Titre original : 與龍共舞
- Titre international : Dances with Dragon
- Réalisation : Wong Jing
- Scénario : Wong Jing
- Photographie : Joe Chan
- Montage : Robert Choi
- Musique : Lowell Lo et Sherman Chow
- Production : Jimmy Heung
- Société de production : Win's Movie Production
- Société de distribution : Golden Harvest
- Pays d'origine :  Hong Kong
- Langue originale : cantonais
- Format : couleur
- Genre : comédie romantique
- Durée : 107 minutes
- Dates de sortie :
  - Hong Kong : 19 décembre 1991
  - Corée du Sud : 5 mars 1994

## Distribution
- Andy Lau : Lung Ka Chun
- Sharla Cheung : Moon Chan
- Deannie Yip : Tante Onze
- Ng Man-tat : Oncle Fly
- Alfred Cheung : Martin Kung
- May Lo (en) : Charmy
- Yvonne Yung : Diana Kung
- Wu Ma : Oncle Prawn
- Lee Heung-kam (en) : Mme Lung
- Paul Chu : Chu Chi Keung/Tomato
- Pal Sin : Mr Sze/Mr Messy
- Chan Hiu-ying : Mary
- Pau Hon-lam : Chau Tai-pang
- John Ching : Ng Oi-kong
- Wong Yat-fei : Chung
- Wong Hung : l'ami de mah-jong de Tante Onze
- Bill Lung : Frère Fat
- Ha Kwok-wing : un homme de main de Fat
- Ridley Tsui : un homme de main de Fat
- Lau Sing-kwong : un homme de main de Fat
- Wan Seung-lam : un homme de main de Fat
- Tam Wai-man : un homme de main de Fat
- Chan Yuet-yue : Judy Ma
- Lawrence Lau : l'homme devant la boutique de Judy Ma
- Ho Chi-moon : le commissaire-priseur du banquet
- Fung Kam-hung : le chauffeur
- Steve Brettingham : le coach sportif
- Fung Man-kwong : Oncle Slimmy
- Ng Kwok-kin : un policier